# عروة بن حدير التميمي
عروة بن حدير بن عامر التميمي. أبو بلال. ويُعرف أيضاً باسم عروة بن أديّة (وأدية هي جدته)، ويُنسب إليها أحياناً مع أخيه مرداس بن 
 حدير. كان من أهل النهروان ضد علي بن أبي طالب، وقيل أنه أول من قال: «لا حكم إلّا لله». وهو من أوائل من سلّ سيفه رفضاً للتحكيم بين علي ومعاوية بن أبي سفيان.
قابل زياد بن أبيه، والي البصرة وسبّ أمامه معاوية أيام خلافته، وسأله عن نفسه فأغلظ له. ثم تولى عبيد الله بن زياد بن أبيه العراق فقتله، وقيل أن سبب القتل أن بن زياد خرج في رهان له، وأثناء انتظاره للخيل قال له عروة بين الناس الآية القرآنية:﴿أَتَبْنُونَ بِكُلِّ رِيعٍ آيَةً تَعْبَثُونَ ۝١٢٨ وَتَتَّخِذُونَ مَصَانِعَ لَعَلَّكُمْ تَخْلُدُونَ ۝١٢٩ وَإِذَا بَطَشْتُمْ بَطَشْتُمْ جَبَّارِينَ ۝١٣٠﴾ [الشعراء:128–130]، فظن ابن زياد أن وراءه جماعة تنصره، فقال الناس لعروة: «ليقتلنك». فهرب وأتى الكوفة، فقبض عليه ابن زياد وقطع يديه، ورجليه، فقال له: «كيف ترى؟»، فرد عروة: «أرى أنك أفسدت دنياي، وأفسدت آخرتك»، فقتله وقتل ابنه معه. وكان ذلك سنة 58 هـ (حوالي 678م).